# Relato europeo
El relato europeo es la narrativa que incide en el proceso evolutivo de la Unión Europea y del proyecto europeo. Sin embargo, numerosos especialistas —como Luuk van Middelaar o Wolfgang Münchau— consideran agotado este relato testimonial y, en consecuencia, no existe consenso sobre la idea del proyecto europeo ni su utilidad. Esta corriente analítica considera que se necesita un nuevo relato si se busca dar continuidad al proceso de integración y la idea misma de Europa que dice representar.
El relato europeo, según la corriente de pensamiento europeísta, habla de un continente que, tras haber desarrollado movimientos como el Renacimiento, la Ilustración y la Revolución industrial, se devastó a sí mismo durante las guerras mundiales (“Guerra civil europea”) debido a una combinación de totalitarismo y nacionalismo. Esta corriente pretende que el relato continua tras el fin de la Segunda Guerra Mundial en Europa, cuando los “padres fundadores” se reconciliaron y crearon la Europa comunitaria. Además, esta narrativa europeísta plantea el progreso de la integración hasta llevar a creación de una hipotética y utópica federación o confederación (“Estados Unidos de Europa”).
Al comenzar el proceso de construcción europea, ante la dificultad de generar simpatía en una bandera europea, una historia compartida u otros símbolos, los padres fundadores  y sus sucesores optaron por implantar un proyecto asentado más en lo práctico que en lo afectivo. Así, aunque inicialmente el relato sobre la necesidad de la construcción europea se centró en la erradicación de la guerra, luego se complementó con las iniciativas en el terreno de la economía. De esta manera, el relativo éxito económico del proceso europeo se transformó en vector de la integración y motivo de la misma desde sus orígenes en los años 1950. Sin embargo, al afectarse el relato europeo tras la controversia sobre el éxito de la integración económica, se ha puesto en cuestión la conveniencia del mismo proyecto europeo.
La Gran Recesión, la pandemia de COVID-19 y la guerra ruso-ucraniana transformaron la realidad europea afectando a su narrativa al introducir la percepción de vulnerabilidad frente a los riesgos de origen externo, así como la idea de un “divorcio” entre la ciudadanía y las instituciones del sistema comunitario. No obstante, la desafección con el proyecto europeo no se relaciona sólo con las citadas crisis, sino también con la percepción de un déficit democrático en la Unión Europea agravado con la pérdida de su aura ligada al éxito económico. Sin embargo, eventualmente estas crisis estarían contribuyendo a consolidar una transformación en la memoria colectiva sobre la construcción europea, especialmente en lo que se refiere al relato europeo surgido de la posguerra de la Segunda Guerra Mundial. Todo esto viene acompañado del regreso de una historiografía europea más centrada en el conflicto y menos en una historia que da prioridad a la diversidad como valor principal en Europa. En este contexto, los relatos sobre las crisis del siglo XXI varían en función de las de las ideologías y de los Estados miembros donde suelen ser instrumentalizadas por intereses políticos nacionales.
Para los partidarios de la creación de un nuevo relato europeo, el éxito del mismo dependerá de que la mayor parte de la población europea se sienta integrada en él. Esta nueva narrativa considera que el relato europeo debe recuperar los valores culturales compartidos y no sólo intereses económicos o políticos. En este sentido, un relato no es una mera enumeración de acontecimientos históricos sino una narración que confiere un significado a las acciones del pasado y el futuro.

## El relato europeo de posguerra y el proceso de integración europea
Si se considera que todo proyecto político necesita un discurso que le permita saber “de dónde viene y hacia dónde va”, entonces su operatividad depende de la adaptabilidad al contexto cambiante para hacer que la audiencia comparta valores, intereses y objetivos a través de la historia. En este sentido el antropólogo estadounidense Clifford Geertz señaló que los símbolos sintetizan la cosmovisión de una sociedad. Así, el relato asume como elemento legitimador de un determinado proyecto.
Tras el fin de la Guerra Fría la narrativa del relato europeo ha encontrado dificultades para adaptarse al fenómeno de la globalización. Y es que durante varias generaciones numerosos historiadores habían retratado a la construcción europea como la historia de un éxito sin precedentes dentro del contexto del mundo bipolar en que nació. Por ejemplo el historiador José Álvarez Junco hablaba de un proyecto en el que se embarcaron los europeos al intentar construir una unión que superase los estados nacionales, “el único proyecto realmente utópico y apasionante de las últimas décadas”.
La relativa actitud complaciente de una mayoría de políticos y estudiosos ha convertido a la reconciliación (en particular la franco-alemana) en el centro del relato europeo, en una historia que presenta a antiguos enemigos como socios fraternales. Sin embargo, debido a la multidimensionalidad de la política europea, la solución de sus desafíos no se puede reducir a la cuestión de “más o menos Europa”.

### La idea de “crisis”

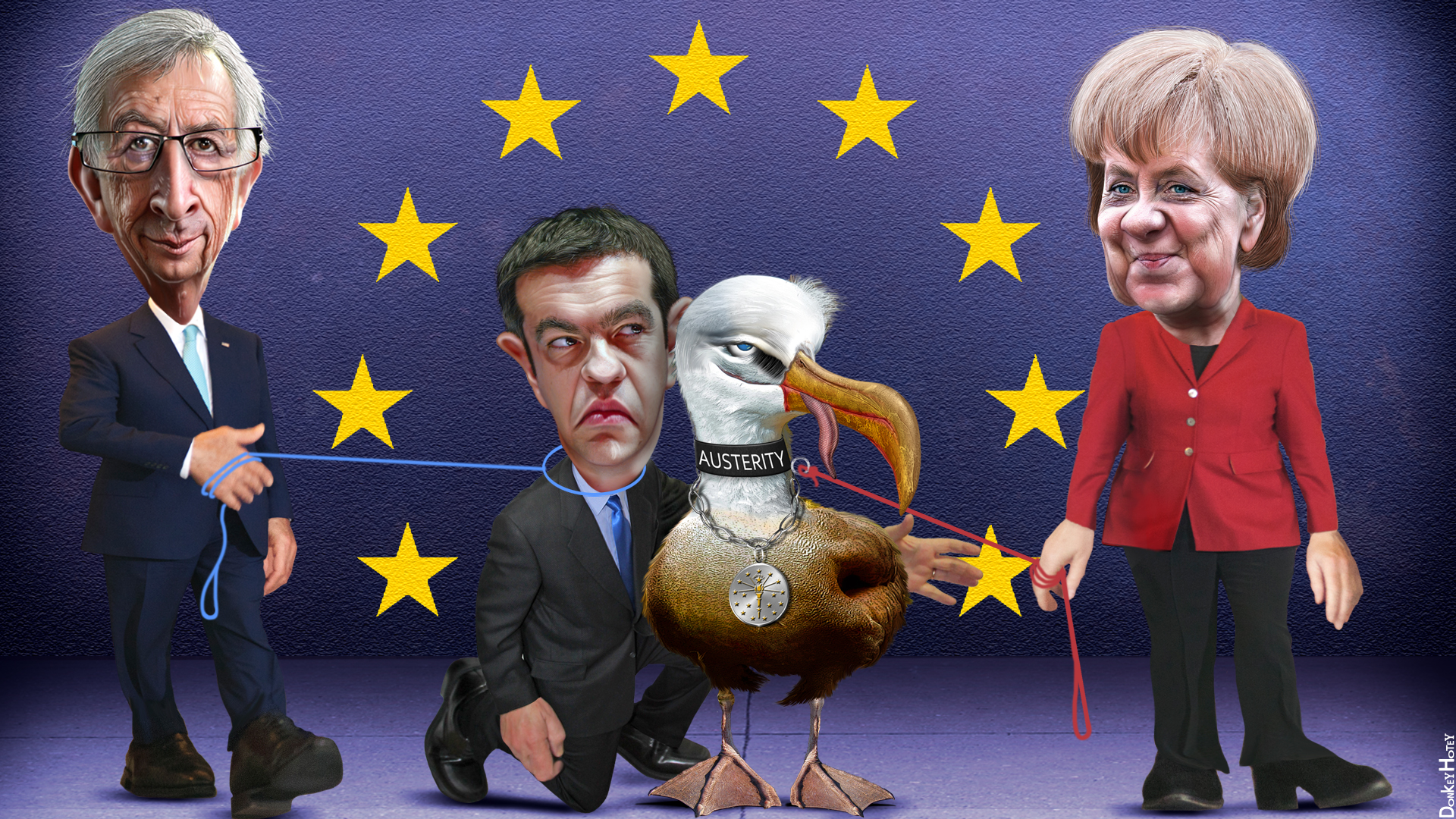
Caricatura periodística sobre la crisis del euro.

La narrativa dominante sobre la Unión Europea se ha construido sobre la idea de un avance continuo que paradójicamente se han producido en momentos críticos. En consecuencia, desde el punto de vista del relato europeo, el término “crisis” fue considerado como “estímulo”. La aceptación de ese patrón tuvo consecuencias en la comprensión del fenómeno de la integración, ya que podía colegirse que a un periodo de relativa estabilidad había de sucederle otro de crisis, cuya resolución conllevaría un fortalecimiento del proyecto europeo.
Si se considera que el relato europeo confiere ciertos significados a las acciones —pasadas o futuras—, las teorías sobre la inevitabilidad de la integración del continente han presentado las crisis como catalizadores de ese desarrollo. Por ello, autores como Van Middelaar y Védrine consideran que no habrá un relato europeo mientras se mantenga el determinismo que por principio desacredita otras posibilidades.

## Desde 2017
Con posterioridad al inicio del proyecto de refundación de la Unión Europea en 2017, varios autores como Jean-Dominique Giuliani, Jakub J. Grygiel, Mark Leonard, y los ya citados van Middelaar y Münchau, han afirmado que el proceso de integración europea y la idea misma de Europa que dice representar necesitan con un nuevo relato testimonial. La crisis del proceso de integración en este periodo ha tenido un impacto en los relatos que sustentaban este proceso y ha cuestionado su continuidad, además de provocar una revisión de su trayectoria y un cuestionamiento de la organización como entidad política.
La pregunta de base de los Estudios europeos se ha encaminado desde entonces a interrogarse por la causa de los problemas de la unión, dejando el enfoque que durante décadas respondía al supuesto éxito ineluctable de la construcción europea. Eventualmente, de la respuesta que se dé a esta cuestión dependerá la formulación de la narrativa del nuevo relato europeo.
El resultado del referéndum sobre la permanencia del Reino Unido en la Unión Europea de 2016 fue interpretado por algunos analistas como el hecho que la UE ya no disponía de un relato claro de su razón de ser. Pero no ha sido la salida del Reino Unido de la Unión Europea —proceso iniciado en 2017 y concluido en 2020— el único acontecimiento que ha levantado dudas respecto al futuro de la organización: la gestión de la crisis migratoria en Europa ha copado el centro de varios discursos, especialmente por parte de los movimientos de extrema derecha. Además, en opinión del filósofo y sociólogo alemán Jürgen Habermas, el supuesto distanciamiento entre los ciudadanos y las instituciones europeas se había iniciado con anterioridad, tras la firma del Tratado de Maastricht (1992), para traducirse progresivamente en expresión de la “desaparición del consenso permisivo ante el proyecto europeo” que había beneficiado a la clase dirigente en su diseño del modelo comunitario. En consecuencia, se comienza a exigir responsabilidades en especial en la forma en que se ha gestionado el proceso de integración.
En 2020 todos los debates quedaron aparcados como resultado de la pandemia de COVID-19 en Europa que trajo, entre otros momentos insólitos, la primera deuda compartida por los Estados miembros de la UE, recogida en el plan Next Generation EU. Durante los primeros meses de ese año, cuando el impacto socioeconómico de la pandemia comenzó a ser latente, se fraguó un cambio estructural en el relato europeo predominante.
Un nuevo hito llegó en 2022 con la respuesta de la Unión Europea a la invasión rusa de Ucrania, cuya magnitud fue posible en parte debido a una serie de cambios narrativos anteriores. En particular los ocurridos en Alemania cuando —durante la presidencia de Donald Trump— Angela Merkel advirtió que la UE debía responsabilizarse de su propia seguridad, lo que finalmente preparó el terreno para su sucesor, Olaf Scholz, haya podido impulsar una política militarista —inédita desde el fin de la Segunda Guerra Mundial en Europa— frente a Rusia. Estos cambios narrativos han ido en la dirección de una mayor integración europea e incluso el Brexit ha constituido un acontecimiento facilitador.

## Efecto Bruselas
El Efecto Bruselas (en inglés: The Brussels Effect) es un término acuñado en 2012 por la profesora Anu Bradford de Columbia Law School y nombrado según el similar “Efecto California” que puede ser visto en los Estados Unidos. La tesis de Bradford es que la fuerza de la Unión Europea radica en su capacidad de crear un marco regulador común.